# Carl Ivar Ståhle
Carl Ivar Ståhle (Stenberga (Jönköpings län), 27 juni 1913 – Lidingö, 12 juni 1980) was een Zweeds taalkundige. Hij was hoogleraar in de Scandinavische talen aan de universiteit van Stockholm van 1955 tot 1971, en lid van de Zweedse Academie vanaf 1974, ter opvolging van Henrik Samuel Nyberg op zetel 3. Vanaf 1940 was hij getrouwd met Anna Greta Ståhle.
Ståhle overleed op 66-jarige leeftijd.